# Rivière Popelogan
La rivière Popelogan est un affluent de la rive Est de la rivière Upsalquitch, traversant surtout la paroisse d'Addington, comté de Restigouche, dans le Nord-Ouest du Nouveau-Brunswick, au Canada.
Dans son cours vers le Sud, la rivière Popelogan traverse une vallée de plus en plus encavée dans le relief montagneux. Ses principaux affluents sont le Gordon Brook et la "Branche du lac Popelogan" laquelle s'approvisionne au Lac Popelogan. Une route forestière dessert la partie supérieure de la rivière, à partir de Popelogan Depot.

## Géographie
La rivière Popelogan prend sa source à l’ouest du White Meadows, dans la paroisse d'Addington, à 0,7 km à l'Ouest de la limite de la paroisse de Balmoral. La partie supérieure de la rivière Popelogan coule vers le Sud-Ouest dans une petite vallée, laquelle se prolonge vers le Nord-Est vers le bassin versant de Goullette Brook, un affluent de la rivière Charlo.
La source de la rivière Popelogan est située en zone forestière à :
- 15,0 km au Nord-Est de la confluence de la rivière Popelogan ;
- 21,0 km au Sud-Est de la confluence de la rivière Upsalquitch ;
- 18,6 km au Sud du pont de Campbellton (Nouveau-Brunswick), enjambant la rivière Ristigouche.

À partir de la source, la rivière Popelogan coule sur 28,7 km selon les segments suivants:
- 1,3 km vers le Sud-Ouest, jusqu'à la limite de la paroisse de Balmoral, comté de Restigouche ;
- 0,7 km vers le Sud dans la paroisse de Balmoral, en faisant un détour vers l'Est, jusqu'à la limite de la paroisse d'Addington, comté de Restigouche ;
- 4,3 km vers le Sud-Ouest dans la paroisse d'Addington, jusqu'à un ruisseau (venant du Sud-Ouest) ;
- 1,3 km vers le Sud, jusqu'à la "Branche du lac Popelogan"  (venant de l'Est) ;
- 6,0 km vers le Sud-Ouest, jusqu'au Arsenault Brook (venant du Sud-Est) ;
- 5,1 km vers le Nord, jusqu'au Petteller Gulch (venant du Nord) ;
- 10,0 km vers le Sud, jusqu'à la confluence de la rivière Popelogan[2].

La rivière Popelogan se déverse sur la rive Est de la rivière Upsalquitch, dans le secteur de Crooked Rapids. La confluence de la rivière Popelogan est située à:
- 25,0 km au Sud-Est de la confluence de la rivière Upsalquitch ;
- 35,9 km au Sud du pont de Campbellton (Nouveau-Brunswick), enjambant la rivière Ristigouche.

## Toponymie
Le terme Popelogan est utilisé dans le même secteur notamment pour désigner le lac, le dépôt, la rivière et le « Little Popelogan Brook ».